# Мерино, Дельфина
Дельфина Мерино (исп. Delfina Merino, родилась 15 октября 1989 года в Висенте-Лопесе) — аргентинская хоккеистка на траве, нападающая клуба «Банко Провинсия» и сборной Аргентины. Серебряный призёр летних Олимпийских игр 2012 года, чемпионка мира 2010 года, пятикратная победительница Трофея чемпионов, победительница мировой лиги 2014/2015. Отмечена наградами со стороны министерства спорта Аргентины.

## Спортивная карьера
Дельфина начала играть в хоккей в возрасте пяти лет по совету родителей. Начинала свою карьеру в клубе «Банко Провинсия», сезон 2010/2011 провела в голландском «Стихтсе», после чего вернулась в «Банко Провинсия», с ним играет с 2013 года в Первом дивизионе. В 2009 году попала в сборную Аргентины под руководством Карлоса Ретегуи. Выиграла пять раз Трофей чемпионов, чемпионат мира в 2010 году и Мировую лигу в сезоне 2014/2015. Серебряный призёр Олимпиады-2012, Трофея чемпионов-2011, Панамериканских игр 2011 и 2015 годов.

## Вне карьеры игрока
Изучает право в университете Буэнос-Айреса.